# Pedro Verde
Pedro Andrés Verde Erbetta (nacido el 12 de marzo de 1949 en General Pico, La Pampa, Argentina) es un exfutbolista argentino. Jugaba en la posición de delantero y su primer club en la primera división del fútbol argentino (AFA) fue Estudiantes de La Plata, sin embargo sus primeros pasos futbolísticos fueron en clubes de la provincia de La Pampa. Primero fue parte del plantel del Club Atlético y Cultural Argentino de General Pico, y luego fue parte del Club Social y Deportivo Winifreda de la localidad de Winifreda. Es tío del también futbolista Juan Sebastián Verón.

## Carrera
Comenzó su carrera en la Argentina en el año 1969 jugando para Estudiantes de La Plata. Jugó para el club platense hasta 1973, club donde marcó 13 goles en 90 partidos. Ese año se fue a España para formar parte del plantel de UD Las Palmas, club en el cual se mantuvo firme hasta el año 1977. Ese año se pasó a los bandos del Hércules CF, en donde estuvo hasta 1979. Ese mismo año se trasladó a Inglaterra para unirse a las filas del Sheffield United FC, en donde terminó su carrera como futbolista profesional en el año 1980.
En su carrera como jugador marcó 26 goles en 200 partidos.

## Selección nacional
Fue internacional con la Selección de fútbol de Argentina en 3 ocasiones.

## Clubes
| Club                    | País       | Año       |
| ----------------------- | ---------- | --------- |
| Estudiantes de La Plata | Argentina  | 1969-1973 |
| U. D. Las Palmas        | España     | 1973-1977 |
| Hércules C. F.          | España     | 1977-1979 |
| Sheffield United F. C.  | Inglaterra | 1979-1980 |